# Red Latinoamericana de Cooperación Universitaria
La Red Latinoamericana de Cooperación Universitaria se fundó en abril de 1997, en la Universidad de Belgrano (Buenos Aires, Argentina) bajo la forma jurídica de Fundación. Entre sus objetivos están la defensa de los principios de la libertad de enseñanza y el compromiso con los principios e instituciones democráticas. Tiene su sede en la ciudad de Buenos Aires y sus miembros son universidades privadas de la región.
Buena parte de sus actividades están diseñadas para ayudar a las universidades en su desarrollo institucional. Destacan la Agencia de Acreditación Institucional, los programas de capacitación de equipos directivos virtuales y presenciales, el Centro Latinoamericano de Estudios Avanzados, el programa de Movilidad y Homologación de Estudios, los Torneos Hispanoamericanos de Debate, los Encuentros de Investigadores y la revista Debates Latinoamericanos (digital), entre otros.

## Sede
- Argentina
  - Universidad de Belgrano

## Integrantes
- Argentina
  - Universidad de Belgrano
  - Universidad del Aconcagua
  - Universidad de Concepción del Uruguay

- Bolivia
  - Universidad Nuestra Señora de la Paz
  - Universidad Privada Santa Cruz de la Sierra
  - Universidad Privada Domingo Savio
  - Universidad de Aquino-UDABOL

- Brasil
  - Universidade de Fortaleza
  - Universidade de Caixas do Sul

- Chile
  - Universidad Diego Portales

- Colombia
  - Corporación Universitaria Minuto de Dios
  - Universidad Autónoma de Bucaramanga
  - Universidad Autónoma de Occidente
  - Universidad de Ibagué
  - Institución Universitaria Politécnico Grancolombiano
  - Universidad Sergio Arboleda
  - Universidad Tecnológica de Bolívar

- Costa Rica
  - Universidad Hispanoamericana

- Ecuador
  - Universidad Internacional del Ecuador

- El Salvador
  - Universidad Tecnológica de El Salvador

- Guatemala
  - Universidad San Pablo de Guatemala

- Honduras
  - Universidad Tecnológica Centroamericana
  - Universidad Tecnológica de Honduras
  - Universidad de San Pedro Sula

- México
  - Universidad de las Américas

- Nicaragua
  - Universidad Americana

- Panamá
  - Universidad Latina

- Puerto Rico
  - Universidad Interamericana de Puerto Rico

- Datos: Q6103058